# Dynama-Szynnik Bobrujsk
Dynama-Szynnik Bobrujsk (błr. Дынама-Шыннік Бабруйск, ros. Динамо-Шинник Бобруйск – Dinamo-Szynnik Bobrujsk) – białoruski klub hokeja na lodzie z siedzibą w Bobrujsku.

## Historia
Pierwotnie drużyna występowała w rozgrywkach białoruskiej wyższej ligi i w 2011 zdobyła mistrzostwo. W tym samym roku została przyjęta do rosyjskich rozgrywek juniorskich MHL i tym samym zastąpiła ekipę Minskija Zubry, stanowiącą dotychczasowe zaplecze dla seniorskiego klubu Dynama Mińsk, uczestniczącego w rosyjskich rozgrywkach KHL. Zespół występował w tej lidze w kolejnych latach aż do edycji MHL (2014/2015) włącznie. W połowie 2015 Białoruś zgłosiła do sezonu MHL (2015/2016) drużynę Dynama-Raubiczy.
W 2022 drużyna ponownie została przyjęta do MHL.

## Sukcesy
- Złoty medal wyższej ligi: 2011

## Szkoleniowcy
Jako trenerzy w klubie pracę podejmowali: Alaksandr Zarudny, Alaksandr Makrycki, Aleksandrs Beļavskis. Pod koniec czerwca 2022 został ogłoszony sztab trenerski, do którego zostali powołani Andrej Michalou (główny trener) oraz Aleh Mikulczyk i Siarhiej Szabanau.